# Панчери, Паоло
Паоло Панчери (итал. Paolo Panceri; 23 августа 1833, Милан — 12 марта 1877, Неаполь) — итальянский зоолог.

## Биография
Изучал медицину в Павии, окончив университет в этом городе в 1856 году. С 1861 года был экстраординарным и с 1866 по 1877 год ординарным профессором сравнительной анатомии в Неаполе. В 1869 году издал работу о выделении свободной соляной кислоты в слюне морских улиток; в 1870—1876 годах опубликовал анатомические и физиологические исследования о фосфоресценции морских животных. В 1872—1873 годах для поправки здоровья путешествовал по Египту, что дало ему материал для исследования яда некоторых змей и апулийского тарантула.
Главные работы: «Gli organi della secrezione dell’acido solforico nei Gasteropodi» (Неаполь, 1869); «Études sur la phosphorescence des animaux marins» (Париж, 1872); «Gli organi luminosi e la luce dei Pirosomi e delle Foladi» (Неаполь, 1872); «Organes lumineux des Pennatules» (Брюссель, 1872); «Catalogo degli Anellidi, Gefirei e Turbellarie, ecc.» (Милан, 1875); «Nuove forme di Nematodi marini» (Неаполь, 1878); «Esperienze intorno agli effetti del veleno della Naja egiziana e della Ceraste» (1873).